# Storia della Serbia
La Serbia è stata nel passato: un Principato autonomo (1817-1878), un Principato indipendente (1878-1882), un Regno indipendente (1882-1918), una parte del Regno dei Serbi, dei Croati e degli Sloveni (1918-1941, dal 1929 Regno di Jugoslavia), una Repubblica socialista all'interno della Repubblica Socialista Federale di Jugoslavia (1945-1992) e infine una
delle due repubbliche della Repubblica Federale di Jugoslavia (1992, ridefinita in seguito nel 2003 Unione Statale di Serbia e Montenegro) .
Il parlamento della Serbia ha ratificato l'indipendenza dalla confederazione con il Montenegro il 5 giugno 2006. Quest'atto ha sancito la ricostituzione della Serbia come stato indipendente, come esisteva prima del 1918, e la fine definitiva dell'unione con i popoli confinanti .

## Antichità
L'attuale territorio della Serbia tra il VII e il V millennio a.C. fu interessato dalla cultura Starčevo, tra il VI e il III millennio a.C., dalla cultura di Vinča e in seguito abitato da popolazioni celtiche, illiriche e tracie, tra cui gli Scordisci, gli Amantini e i Triballi.
Fu annesso all'Impero romano a partire dalla IV guerra illirica e definitivamente conquistato dal proconsole Marco Vinicio attorno al 14 a.C. L'assimilazione non fu affatto facile, infatti le cronache narrano di un'ultima insurrezione dalmato-pannonica nel triennio che parte dall'anno 6 fino al 9 dopo Cristo. Dopo tale rivolta l'Illyricum fu diviso nella Regio X Venetia et Histria e nelle province di Pannonia e di Dalmatia.
Successivamente il territorio ha seguito i destini dell'impero, con una ulteriore suddivisione: una parte ricadde nella pars occidentalis dell'impero e la residua parte in quella orientalis, per infine confluire entrambe sotto l'impero d'oriente.

## Medioevo

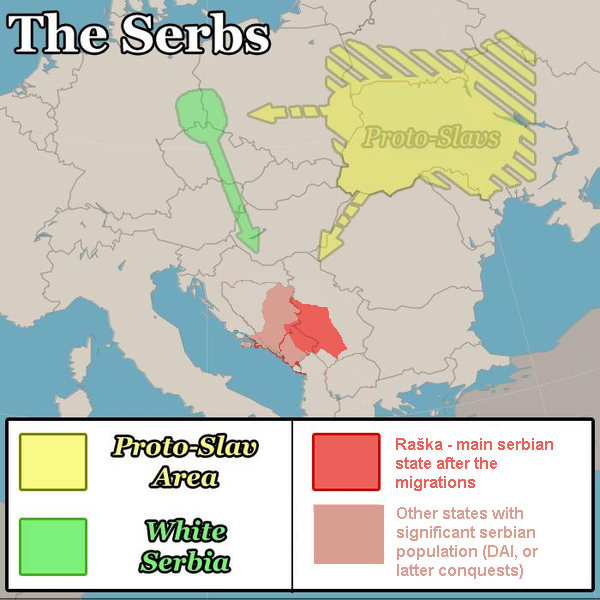
Ipotetica migrazione dei serboi nel VII secolo secondo alcune interpretazioni del De administrando imperio: in giallo l'area di origine dei Serboi, in verde l'area di occupata dai Sorbs e i rosso l'area dove si stabilirono i Serbi

L'etnogenesi dei Serbi moderni è iniziata a partire dai secoli VI e VII, in seguito alla discesa di popolazioni slave in territori che erano ormai solo nominalmente province bizantine.

### Le grandi migrazioni
Nei secoli VI e VII si fecero via via sempre più frequenti le incursioni delle popolazioni slave Sclavene e degli Avari a sud del Limes danubiano in territori, già devastati dagli Ostrogoti, sempre meno presidiati dal potere imperiale. Le loro scorrerie furono favorite dalle continue guerre dell'imperatore Giustiniano, poi dalle guerre romano-persiane del 572-591, del 602-628 e dalla avanzata islamica in Africa e in Siria, che costrinsero l'impero bizantino a impegnare gran parte delle forze militari su più fronti. Infine, diede il suo contributo anche la Peste di Giustiniano, che colpì con particolare forza l'impero bizantino e causando un drastico calo della popolazione.
Procopio di Cesarea cita delle incursioni nei Balcani da parte delle popolazioni slave degli Sclaveni e degli Anti, la prima delle quali probabilmente nel 518. Gli Sclaveni sono menzionati anche da Giordane (floruit 551), Pseudo-Cesareo (560), Menandro Protettore (metà del VI secolo) e nello strategikon di Maurizio (tardo VI secolo).
Pochi mesi prima che l'imperatore Maurizio salisse al trono, il khan degli Avari Baian, con il supporto dei suoi ausiliari slavi, prendeva Sirmium in Pannonia (localizzata in corrispondenza dell'attuale Sremska Mitrovica). Situata in una posizione strategica divenne un'utile base di operazioni a sud del Danubio (tanto più che guadare la Sava è certo più facile che varcare il Danubio), per saccheggiare i Balcani. Comprare la pace dagli Avari era possibile, così come persuaderli a lasciare il territorio romano, ma spesso violavano spesso gli accordi. Quanto alle popolazioni slave, allora sotto il potere avaro, costituivano un problema di ordine differente. Avendo un'organizzazione tribale primitiva, andavano saccheggiando qua e là per conto proprio, nel tentativo di sottrarsi al dominio degli Avari.
A partire dal 580, quando le comunità slave sul Danubio divennero più grandi e più organizzate e gli Avari aumentarono la loro pressione spingendole più a sud, le incursioni sempre più pesanti diedero vita a degli insediamenti permanenti, come riporta Giovanni da Efeso.
Nel 586, ben 100 000 guerrieri slavi Sclaveni razziarono il Peloponneso, l'Epiro e l'Attica fino a Salonicco, lasciando solo la parte orientale del Peloponneso, che era montuosa e inaccessibile. L'ultimo tentativo di ripristinare il confine settentrionale avvenne nel 591-605, quando la fine del conflitto con la Persia permise, all'imperatore Maurizio, di trasferire le unità a nord (vedi campagne balcaniche dell'imperatore Maurizio). Tuttavia egli venne deposto dopo una rivolta militare nel 602 e la frontiera danubiana crollò 15 anni dopo.
Già nel 615 tutti i Balcani erano considerati Sklavinia – abitati o sotto il controllo degli Slavi/Sclaveni. Nell'arco di circa un secolo, slavi del sud abbandonarono la vita nomade e si insediarono in villaggi chiamati općina, modificando profondamente la composizione etnica del territorio. Gran parte delle popolazioni autoctone che non caddero in schiavitù, cercarono rifugio nelle località montuose o nelle zone costiere. L'organizzazione sociale fondamentale era costituita dalla zadruga, una struttura parentale allargata di solito cinque ai sessanta individui.

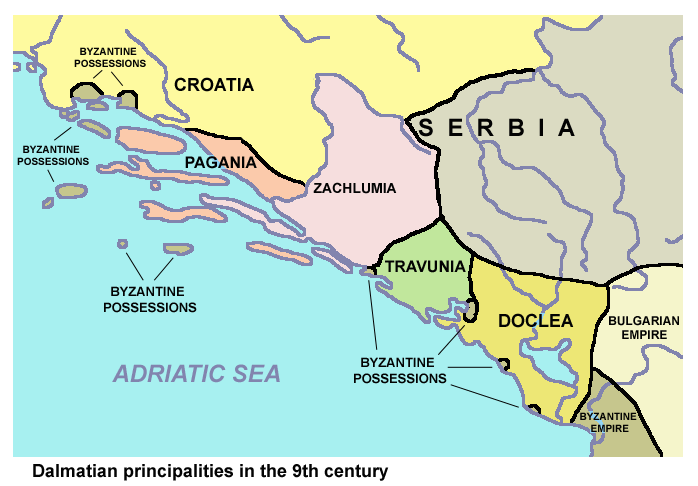
Principali stati foederati bizantini a popolazione slava del IX secolo

Con lo scopo di contrapporre dei stati-cuscinetto alle scorrerie degli Avari e delle altre popolazioni in territorio bizantino, attorno al 622 l'imperatore Eraclio I aveva costituito una confederazione di stati foederati, tra cui la Doclea. Questo tipo di entità statale, in latino medievale comitatus e tradotte a volte come contea o principato, non impedirono comunque gli Avari a discendere fino alla Tessaglia e ad assediare Costantinopoli.
Il De administrando imperio, redatto nel X secolo, riporta che il capo di una popolazione proveniente dalla Serbia bianca, dal nome ignoto e convenzionalmente chiamato Arconte sconosciuto (αρχων Σερβλίας), dopo aver aiutato l'imperatore Eraclio I a respingere l'invasione degli Avari attorno al 629, ottenne l'autorizzazione formale a insediarsi nella Tessaglia, per poi migrare più a nord. Fu in quel frangente che prese forma un primo principato di Serbia.

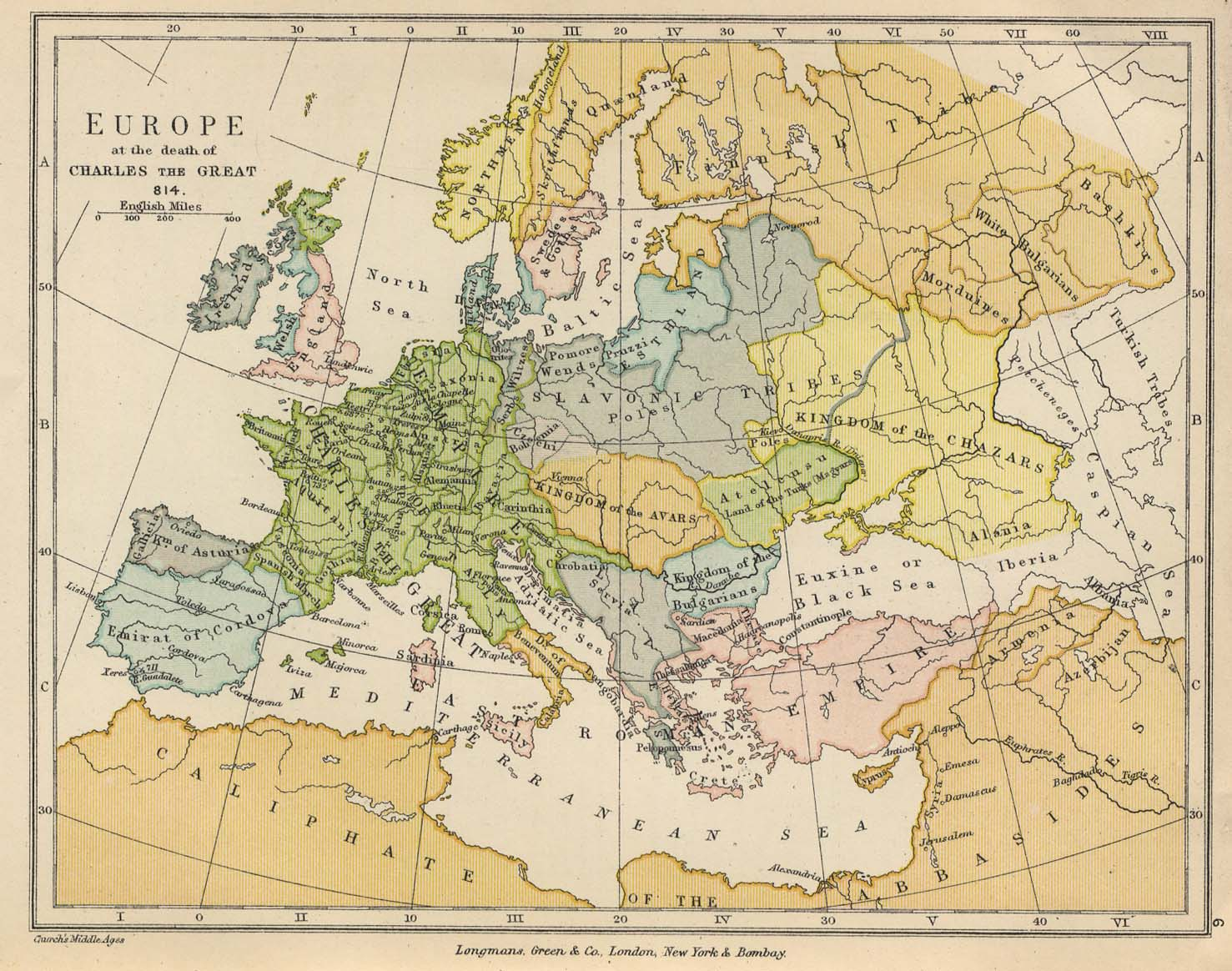
Ipotetica distribuzione delle popolazioni slave verso il 814

In seguito gli imperatori bizantini cercarono di controllare le nuove popolazioni slave insediate nel principato favorendone la cristianizzazione, processo che alla fine del IX secolo non era del tutto completato. Nel 732 Leone III sottrasse al papato la giurisdizione religiosa sulla Doclea e territori circostanti e l'affidò al Patriarcato di Costantinopoli che vi inviò molti monaci greci, per sottoporla ad un processo di ellenizzazione. Nelle città costiere, comunque, la cultura latina continuò ad essere quella predominante. Il principale centro di diffusione del cristianesimo nasce alla fine del IX secolo a Ohrid, nell'attuale Macedonia, grazie all'attività dei discepoli di Cirillo e Metodio.
Le popolazioni erano divise in sei principali distretti tribali: Rascia, Bosnia, Doclea (più tardi nota come Zeta), Zaclumia, Travunia e Pagania, formalmente stati foederati bizantini nelle intenzioni di Eraclio I, si autogovernavano in una situazione di frequenti scontri interni e con le popolazioni confinanti. Ciascuna comunità era guidata da un capo o župan (giuppano). Spesso lo župan più potente riusciva ad assoggettare i suoi vicini più deboli, assumendo il titolo di veliki župan (gran giuppano).

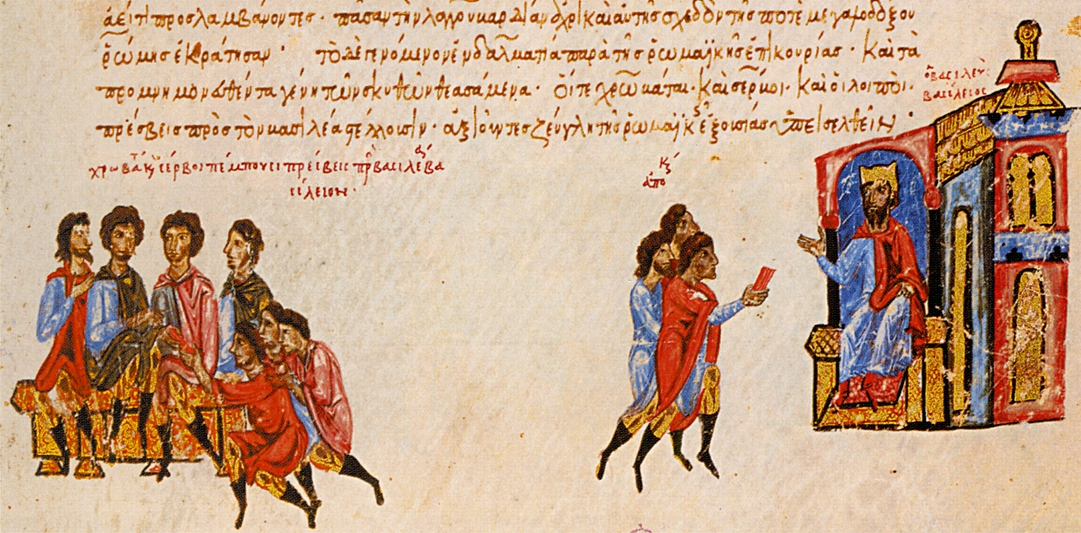
Delegazione di Serbi e Croati presso l'imperatore Basilio I nelle Cronache di Giovanni Scilitze

Tra il VII e l'VIII secolo, oltre a queste comunità slave meridionali, tutte affacciate sulla costa adriatica o in prossimità (Rascia) e con un rapporto come foederati con l'impero bizantino, nell'entroterra ne ve erano altre con minore ma crescente grado di indipendenza dal Khanato avaro, già molto indebolito dopo la citata sconfitta del 629 ad opera di Eraclio I e poi dalla costituzione del Regno di Samo. 
La presenza slava costituiva probabilmente la maggioranza in tutta la Pannonia,
inoltre, sono state ritrovate tracce di Avari cristiani e slavizzati sino all'anno 873, unitamente ad alcuni insediamenti avaro-slavi, la cui esistenza è attestata dalle sepolture a nord nella Slovacchia meridionale e, verso il lago Balaton, nei luoghi interessanti dalla cultura di Keszthely.
Le scarse testimonianze scritte contengono delle incertezze: secondo gli Annales Regni Francorum all'inizio del IX secolo le popolazioni serbe controllavano grande parte della Dalmazia ("ad Sorabos, quae natio magnam Dalmatiae partem obtinere dicitur") però, secondo studiosi come John Van Antwerp Fine Jr., le fonti franche si concentrano principalmente sulle popolazioni ora chiamate chiamate Slavi di Pannonia e nella Carantania, siti nelle zone più settentrionali, mentre le fonti bizantine erano limitate alla zona costiera e il termine "Dalmatiae" negli annali 822 e 833 poteva essere una menzione pars pro toto con una vaga percezione del suo effettivo significato geografico e "Sorabos" poteva intendere genericamente gli Slavi meridionali, senza distinzione tra Serbi e Croati. 
Nel suo complesso il bacino pannonico rimase sotto l'influenza del Khanato avaro fino al suo collasso ad opera di Carlo Magno. 
Le campagne militari dei Franchi avvennero in più fasi (788/791 - 796/803), per giungere alla definiva sconfitta degli Avari nel 799 o nell'802/803.
Carlo Magno fu sostenuto in queste battaglie dagli Slavi (ad esempio nel 791 e nel 795), i quali portarono avanti anche le loro proprie battaglie (l'"infestatio Sclavorum" degli anni 802–805).
Fu così costituita la marca della Bassa Pannonia la quale fu affidata ai signori slavi locali vassalli dei Franchi che collaborarono nelle guerre contro gli Avari (in primis Vojnomir di Croazia). Tale marca, detta anche Principato della Croazia Pannonica, era delimitato a sud-est dalla Sava fino alla sua confluenza con il Danubio, includendo territori dell'attuale Serbia, poi in seguito persi e annessi dal Khanato bulgaro tra l'827 e l'829.

### La Doclea, la Rascia e la minaccia bulgara

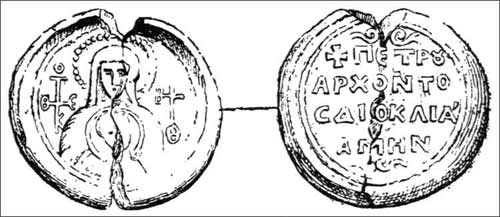
Sigillo recante la scritta Peter, arconte della Doclea, Amen della fine del X secolo o inizio dell'XI secolo

Tra gli stati foederati bizantini a popolazione slava, due emersero come i più potenti: il primo, Doclea, era posto sulla costa adriatica e lungo il corso del fiume Zeta, il secondo, Rascia, più a oriente e lungo il corso del l'omonimo fiume, nato come centro di aggregazione attorno alla fortezza di Ras (in latino Arsa). La supremazia politica si alternò, fino al 1169, fra questi due centri.
I primi "principi" (detti in greco-bizantino ἄρχοντες, "arconti", in slavo meridionale "knezes", con etimologia incerta ma tuttora diffuso "veliki župan") cui si ha testimonianza sono Višeslav (floruit dopo il 780), Radoslav (inizio IX secolo) e Prosigoj (prima dell'830), presumibilmente tutti discendenti del già menzionato "arconte sconosciuto".
Nel corso dei secoli successivi l'impero bulgaro costituì una notevole minaccia per le comunità serbe e per l'impero bizantino. Tuttavia Leone V l'Armeno riuscì nell'815 a firmare un trattato di non belligeranza con Omurtag, a capo del khanato bulgaro, che prevedeva 30 anni di pace e che fu onorato da Omurtag a tal punto che intervenne tra l'821 e l'823 a favore dell'impero bizantino contro Tommaso lo Slavo che assediava Costantinopoli. Risolte temporaneamente le tensioni sul fronte bizantino, il khan bulgaro rivolse le sue ostilità verso i Franchi e i Serbi per conquistare la parte occidentale la valle della Morava nell'827 e Singidunum (l'attuale Belgrado) nel 829, che rimase stabilmente nei domini bulgari fino al 1284.
Per far fronte unico contro le mire espansionistiche del potente vicino, le comunità serbe orientali si riunirono per un breve periodo sotto la guida unitaria dell'arconte Vlastimir, che succedette a Prosigoj nell'830, per tornare in breve tempo a guerre civili e lotte interne. 

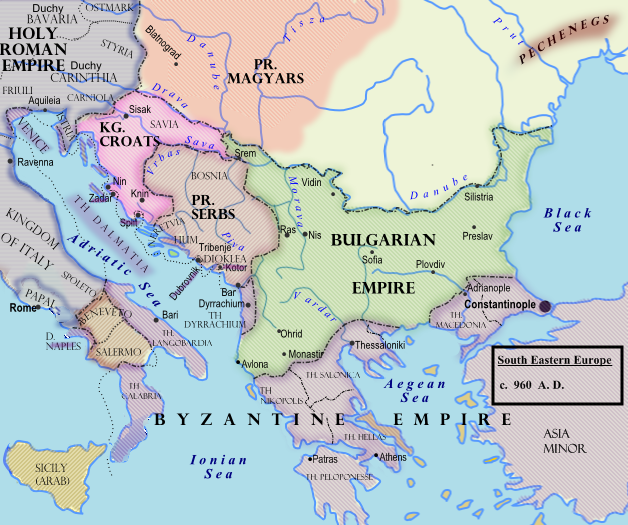
La "Serbia battezzata", ossia i domini Časlav Klonimirović, secondo il De administrando imperio a metà del X secolo

Il khan Presian I espanse l'impero fino al golfo di Arta sull'Adriatico, mentre Simeone I il Grande annesse tutti i territori serbi nel 924, che riacquistarono l'indipendenza solo nel 933 con Časlav Klonimirović, il quale riuscì ad unificare tutte le comunità serbe per rivoltarsi contro i Bulgari. Časlav dovette anche affrontare anche la crescente minaccia magiara, che in un attacco a sorpresa riuscì a ucciderlo nel 960. L'unione si dissolse appena dopo la sua morte.
Nelle sue lotte Časlav cercò costantemente l'appoggio dell'impero bizantino, il quale aumentò la sua influenza, come anche il Patriarcato di Costantinopoli.
Le minacce esterne spinsero le comunità serbe a rivolgersi alternativamente a Costantinopoli ed a Roma per ottenere legittimazione e protezione, in cambio accogliendo nei loro territori missionari greci e latini, in gara tra loro per affermare l'influenza delle rispettive Chiese, non ancora divise dallo Scisma d'Oriente.. Dopo la sua morte i rapporti con l'impero bizantino tornarono ad essere conflittuali, il quale annesse direttamente buona parte degli stati serbi (Catapanato di Ras), dal 969 e 976.
Stefano Vojislav sin dal 1018 aveva agito quale governatore bizantino della Doclea fino ad una fallimentare rivolta che lo aveva portato nelle prigioni di Costantinopoli. Riuscito a scappare gli riuscì anche di ottenere l'indipendenza per il proprio piccolo stato arrivando ad espandersi fino a prendere sotto il proprio controllo buona parte della Dalmazia e a utilizzare il titolo di Re dei Serbi.
Nel 1077 l'arconte di Doclea Mihailo Vojisavljević venne incoronato re dei Serbi da papa Gregorio VII. Nell'XI e nel XII secolo i Serbi potevano infatti essere ancora sia cattolici sia ortodossi. Il re Mihailo ottenne inoltre dal papa il titolo di arcivescovo per Antivari, sulla costa montenegrina: con quest'atto i Serbi conseguivano un'indipendenza anche sul piano religioso.
Il figlio di Mihailo, Costantino Bodin, rivendicò il trono nel 1080 e governò la nazione fino alla morte nel 1101. In seguito si succedettero continue crisi e lotte per la successione, finché tra il 1183 e il 1186 la Doclea (divenuta principato di Zeta) diventò uno stato vassallo della Rascia che nel frattempo era emerso come il più forte, al punto nelle fonti occidentali del XII secolo era un esonimo per Serbia.

### La dinastia dei Nemanjić

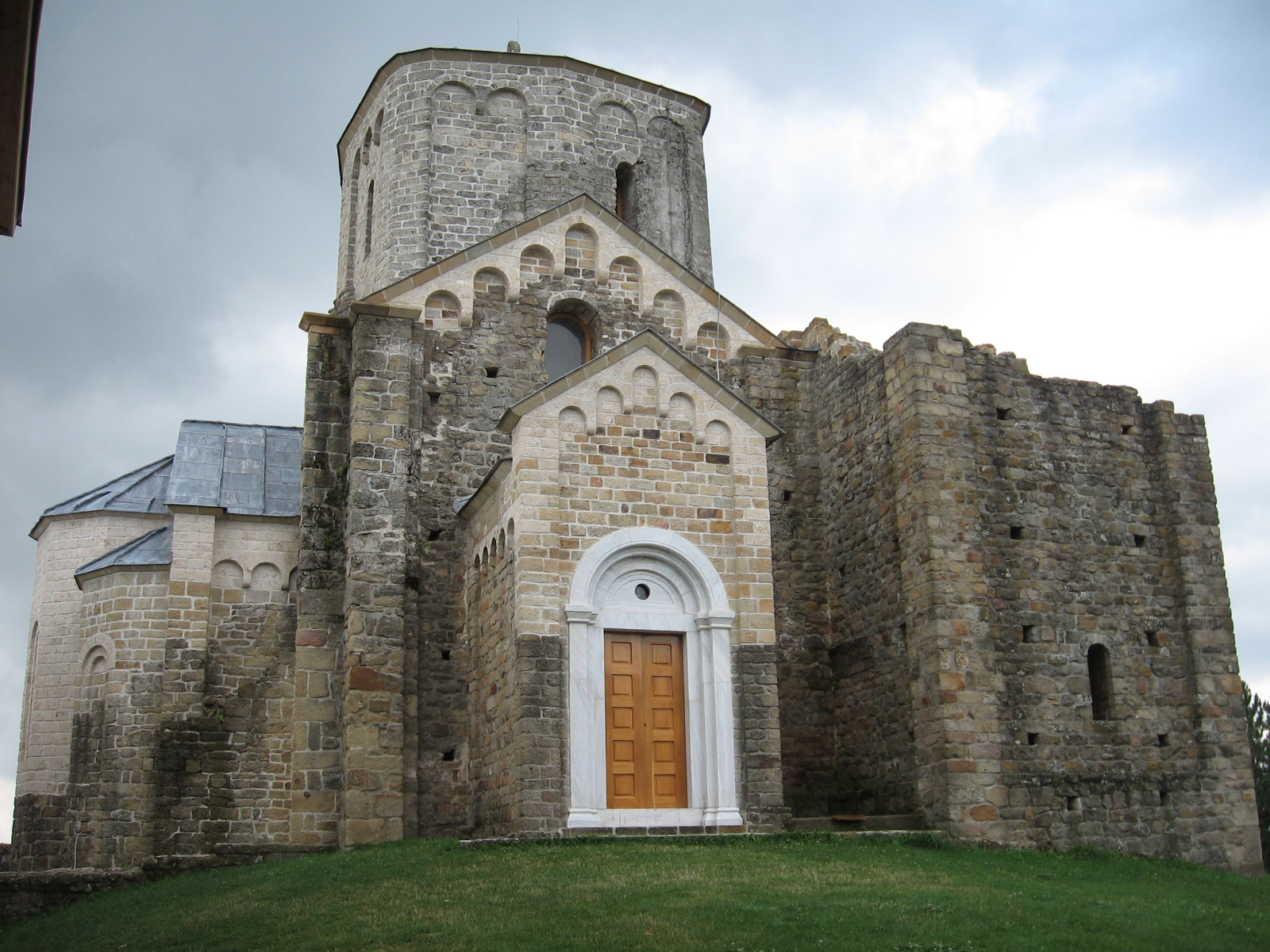
Monastero ortodosso di Đurđevi Stupovi, a 7 chilometri dalla città di Novi Pazar, nella Serbia centrale, chiaro esempio dello stile serbo-bizantino (Patrimonio dell'Umanità)

Dopo una battaglia per ottenere il trono con i fratelli, Stefano Nemanja, il fondatore della dinastia reale dei Nemanjić (a volte italianizzata in Nemanidi), prese il potere nel 1166 e iniziò a rinnovare le strutture dello stato serbo nella regione di Rascia. Sul piano internazionale, Stefano Nemanja godette per un certo periodo dell'appoggio dei Bizantini, ma in seguito egli stesso si oppose spesso all'autorità imperiale.
Il veliki župan Stefano Nemanja riuscì a espandere lo stato di Rascia verso ovest, annettendo il litorale adriatico e la regione di Zeta. Assieme alle campagne militari e all'attività di governo della nazione, che egli rese un Regno unitario, Stefano si dedicò intensamente alla costruzione di nuovi monasteri. Fra questi si possono ricordare il monastero di Djurdjevi Stupovi e di Studenica nella regione di Rascia e il monastero di Hilandar a Monte Athos.
La dinastia dei Nemanjić resse la Serbia in un periodo particolarmente importante e positivo della sua storia, con la costituzione di un potente stato indipendente, che raggiunse il suo apogeo con lo zar Stefano Dušan nella metà del XIV secolo, fino alla sconfitta definitiva operata dall'Impero ottomano (con la regione di Zeta, l'ultimo bastione ribelle per gli Ottomani, caduta definitivamente nel 1499).
A Stefano Nemanja succedette il figlio mediano Stefano II, mentre al primogenito, Vukan, venne affidato il controllo della regione di Zeta (l'attuale Montenegro). Il figlio più giovane di Stefano Nemanja, Rastko, si ritirò in un monastero di Monte Athos e decise di prendere il nome di Sava, impegnando le sue energie alla diffusione del Cristianesimo tra il popolo serbo.

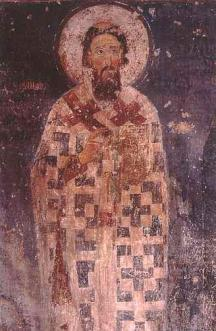
Affresco raffigurante San Sava

Presso le autorità ecclesiastiche bizantine, Sava, fratello del re, si prodigò per garantire lo status di autocefalia per la Chiesa ortodossa serba e divenne così il primo arcivescovo e primate ortodosso serbo nel 1219. Sava (1175 o 1176 - 1235 o 1236), creatore della Chiesa nazionale serba, divenne il più importante santo della tradizione serba, patrono dell'educazione e della medicina.
Stefano II, secondo figlio di Stefano Nemanja e conosciuto anche come Stefan Prvovenčani, venne incoronato re di Serbia dal papa Onorio III nel 1217.
La successiva generazione di sovrani serbi - i figli di Stefano Prvovenčani - Radoslav, Vladislav e Uroš I, segnarono un periodo di stagnazione per lo stato serbo. Tutti e tre i re furono più o meno in condizione di dipendenza rispetto a una delle grandi potenze che attorniavano la Serbia medievale, l'Impero Bizantino, la Bulgaria e l'Ungheria. I legami con l'Ungheria furono fondamentali per la successione al trono del figlio di Uroš, Dragutin, in quanto egli sposò una principessa ungherese. In seguito, quando Dragutin abdicò in favore del fratello minore Milutin (1282), il re ungherese Ladislao IV donò al sovrano serbo un territorio nel nord-est della Bosnia (la regione di Mačva) e la città di Belgrado, mentre egli stesso si sforzò di ampliare il Regno conquistando e annettendo territori nella Serbia nord-orientale.
Alcune di queste regioni divennero pertanto parti della Serbia per la prima volta, unite in una nuova compagine statale chiamata Regno della Sirmia (Srem). A quel tempo il termine Srem indicava complessivamente due territori, la Sirmia (Srem superiore) e la regione di Mačva (Srem inferiore). Il Regno fondato da Stefan Dragutin corrispondeva allo Srem inferiore, ma alcune fonti storiche menzionano fra i territori sotto l'autorità di Stefan Dragutin anche lo Srem superiore e la Slavonia. Dopo la morte di Dragutin (1316), il nuovo re di Sirmia divenne il figlio, Vladislav II, che governò il Paese fino al 1325.
Con il regno del fratello minore di Dragutin, Milutin, la Serbia divenne maggiormente potente e rilevante sulla scena europea, benché dovesse affrontare battaglie occasionali su ben tre fronti diversi. Il re Milutin era un abile diplomatico e seppe usare uno degli espedienti diplomatici più utilizzati in età medievale per redimere le questioni internazionali, i matrimoni dinastici. Egli riuscì a sposarsi per ben cinque volte, con principesse ungheresi, bulgare e bizantine. È inoltre famoso per aver fatto costruire numerose chiese, tra cui il monastero di Gracanica nel Kosovo, la Cattedrale nel monastero di Hilandar a Monte Athos, la Chiesa del Sant'Arcangelo a Gerusalemme. Soprattutto in riferimento alle sue opere in quest'ambito, re Milutin è stato proclamato santo, nonostante egli abbia vissuto una vita abbastanza tumultuosa.
A Milutin succedette il figlio Stefano di Dečani, con il quale il Regno di Serbia si espanse verso est, annettendo la città di Niš e i territori circostanti, e verso sud, acquisendo regioni nella Macedonia. Seguendo le orme del padre, anche Stefano Dečanski mostrò attenzione nei confronti della Chiesa nazionale e costruì il monastero di Visoki Dečani, nel Kosovo e Metochia - uno dei maggiori esempi dell'architettura medievale serba - che prese il proprio nome da un diminutivo proprio del re.
I monasteri costruiti dalla dinastia Nemanjić dimostrano lo sviluppo e la creatività culturale raggiunti dalla nazione serba in questi secoli: all'influenza orientale bizantina, fortissima nei cicli di affreschi dipinti secondo il classicismo orientale, si intreccia infatti l'attenzione verso l'architettura romanico-gotica occidentale.

### L'Impero di Stefan Dušan

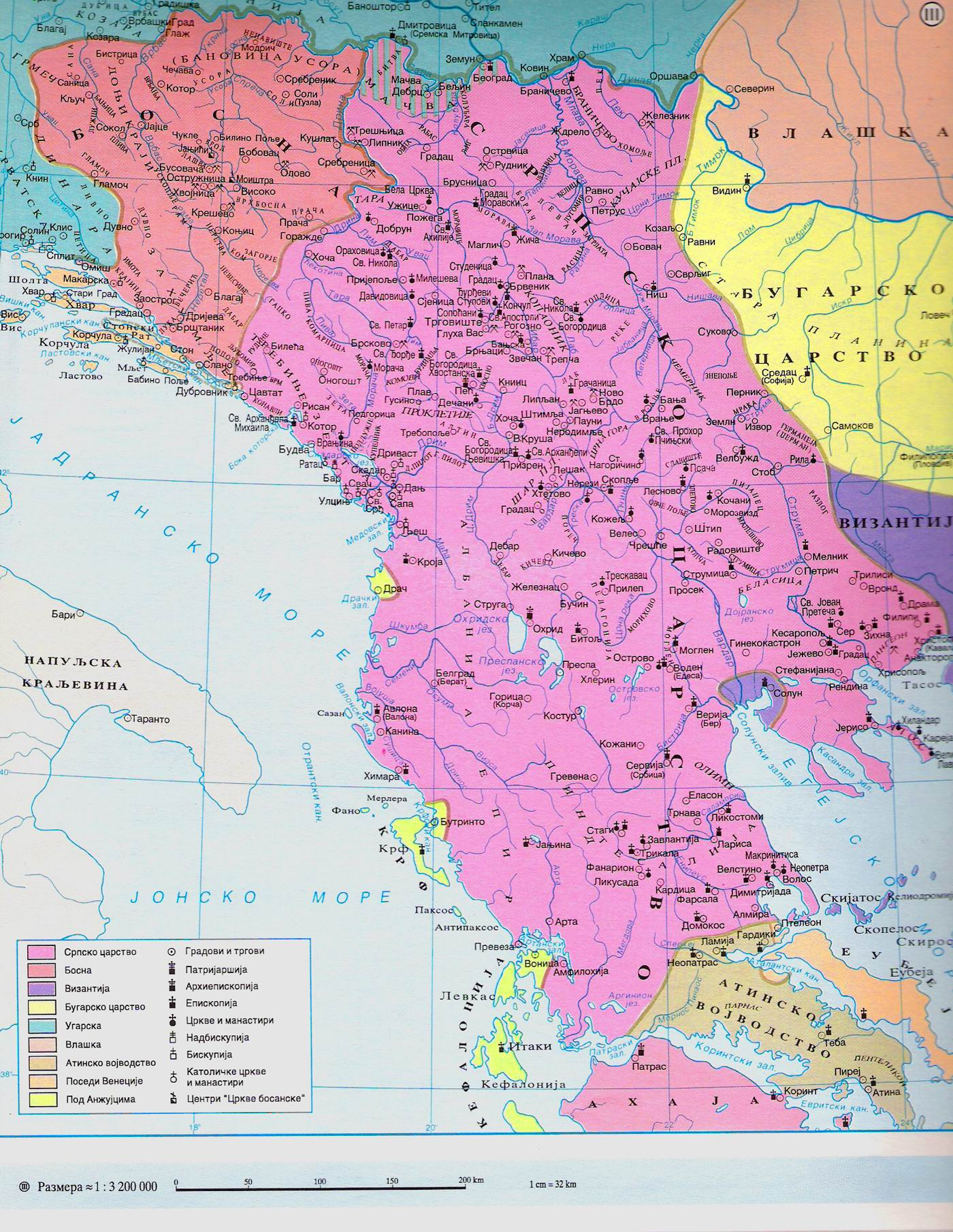
Estensione dell'Impero serbo dello zar Stefan Dušan (1331-1355).

Il Regno di Stefan Dušan è spesso ricordato come l'epoca più gloriosa dell'intera storia serba. Anche grazie all'estensione e al consolidamento delle frontiere da parte dei primi Nemanjić, Stefan Dušan, grande condottiero, poté impegnarsi in un'audace politica estera e al tempo stesso garantire lo sviluppo economico del Paese. La Serbia medievale, pur essendo uno stato profondamente agricolo, era infatti uno dei pochi stati a non praticare il sistema feudale.
Stefan Dušan fece redigere il Dusanov Zakonik (Codice di Dušan, 1349) un importante documento giuridico unico fra gli stati europei contemporanei. Esso comprendeva infatti più di duecento articoli, con la trattazione delle leggi tradizionali non scritte ma anche il diritto ecclesiastico e elementi di diritto pubblico che lo prefigurano come un'antica legge costituzionale. Lo zar Dušan aprì nuove strade per il commercio, riutilizzando e ampliando anche le antiche strade romane che attraversavano i Balcani, facendo trasportare metalli, bestiame, legno, lana, pelli e altro genere di materiali.
Dušan raddoppiò inoltre le dimensioni del Regno di Serbia, conquistando territori verso sud ed est, a scapito dell'Impero Bizantino. I territori conquistati comprendevano l'intera Grecia, con l'esclusione del Peloponneso e delle isole. La Bulgaria, sconfitta nel 1330, era divenuta una dipendenza del re serbo. Dopo aver conquistato la città di Ser, egli venne incoronato a Skopje il giorno di Pasqua del 1346 imperatore dei Serbi e dei Greci, titolo poi modificato in imperatore e autocrate dei Serbi, dei Greci, dei Bulgari e degli Albanesi. Nel periodo immediatamente precedente alla sua improvvisa morte (avvenuta, si ipotizza per avvelenamento, nel 1355 all'età di 47 anni), Stefan Dušan tentò di aiutare il papa nell'organizzazione di una crociata contro i Turchi.
A Stefan Dušan succedette il figlio Uroš, detto il Debole, un termine che del resto può ben indicare la condizione dell'intero Regno, che lentamente scivolava verso la disgregazione e l'anarchia. In questo iniziò ad emergere del resto una nuova minaccia: l'impero ottomano, che lentamente sconfisse i bizantini ed iniziò ad espandersi verso l'Europa sud-orientale.

## La conquista turca

### La battaglia della Piana dei Merli
Durante il regno di Uroš, due fra i più potenti baroni dell'Impero Serbo, i fratelli Mrnjavcević, organizzarono una lega per respingere l'invasione turca dell'Europa. Essi riuscirono infatti a penetrare nel territorio turco nel 1371 e cercarono più volte di attaccare il nemico, ma dimostrarono eccessiva tracotanza e sicurezza nelle proprie forze. Allestirono infatti il loro campo a Černomjan, vicino al fiume Marica, nell'odierna Bulgaria, abbandonandosi ai festeggiamenti e ubriacandosi. Nel corso della notte, un distaccamento delle truppe turche attaccò i cavalieri serbi ubriachi, respingendoli dentro il fiume. La gran parte di loro annegò o venne uccisa e di conseguenza venne persa gran parte delle forze serbe che i fratelli Mrnjavcević avevano condotto verso sud-est.

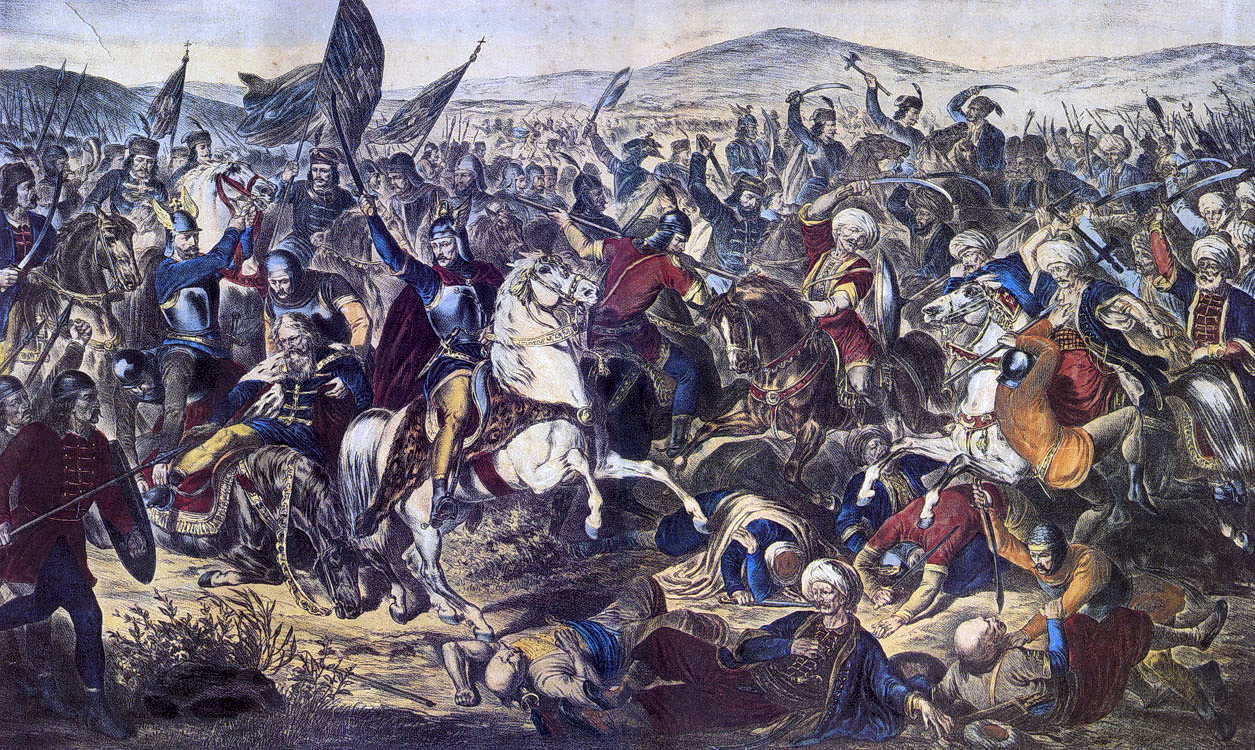
La battaglia della Piana dei Merli, 1389.

Gli ottomani sconfissero l'esercito serbo in due battaglie cruciali: sulle rive del fiume Marizza nel 1371, dove furono appunto battute le forze dei principi Mrnjavcević di Macedonia, ma soprattutto nella piana di Kosovo Polije (1389), dove le truppe comandate dal principe Lazar Hrebljanović - il più forte nobile dell'intera Serbia del tempo - riuscirono ad uccidere il sultano Murad I ma subirono in seguito una sconfitta, dovuta (secondo la tradizione popolare) alla leggendaria partenza improvvisa delle truppe del traditore Branković, genero di Lazar.
Lazar Hreblijanović, che si accontentò del titolo di knez, principe, e non rivendicò quello di imperatore, aveva organizzato la resistenza ai Turchi, formando una lega panserba con Trvtko di Bosnia. Lo scontro decisivo tra musulmani e cristiani avvenne il 16 giugno 1389 nel campo di Kosovo Polje, la Piana dei Merli. L'esercito guidato da Lazar, all'interno del quale combattevano uniti Serbi, Croati, Albanesi e Bulgari, venne sconfitto dai Turchi, determinando il crollo dell'Impero Serbo. Questo episodio segnò la coscienza nazionale serba, ispirando diversi cicli di poesia epica popolare, tra i più famosi d'Europa, basati sulla triste storia dei cavalieri cristiani. In Serbia l'anniversario della battaglia è celebrato ogni anno nel giorno di San Vito (Vidovdan, 28 giugno).
La battaglia del delineò il destino dello stato serbo, poiché dopo di essa non ci fu più la forza e l'organizzazione in Serbia per fronteggiare la forza degli Ottomani. Ci fu un instabile periodo segnato dal governo del figlio del principe Lazar, il despota Stefan Lazarević - un cavaliere al tempo stesso poeta e condottiero militare - e dal nipote Đurađ Branković, che spostò la capitale dello stato verso nord, nella nuova città fortificata di Smederevo.
Nel frattempo i Turchi continuavano la loro conquista e la loro penetrazione nel territorio serbo e nel 1459 la stessa capitale Smederevo venne espugnata. Gli unici territori serbi liberi dall'occupazione turca erano dunque le regioni di Zeta e di Bosnia, che caddero però nel 1496. Le regioni che ora formano la Serbia rimasero all'interno dell'Impero ottomano per i due secoli successivi.

### La dominazione turca e l'emigrazione in Voivodina
Dal XIV secolo un numero crescente di Serbi migrò dalle regioni meridionali, occupate dai Turchi, verso nord, nel territorio ora noto come Voivodina, che era compreso al tempo nel Regno d'Ungheria. I re ungheresi incoraggiarono l'immigrazione di Serbi in quelle regioni, e impiegarono una buona parte di essi come soldati e guardie di confine. Perciò la percentuale di Serbi nella zona crebbe significativamente in poco tempo.
Durante la guerra tra l'Impero Ottomano e l'Ungheria, la popolazione serba stabilitasi nella zona tentò di ricostituire le strutture dello stato serbo.

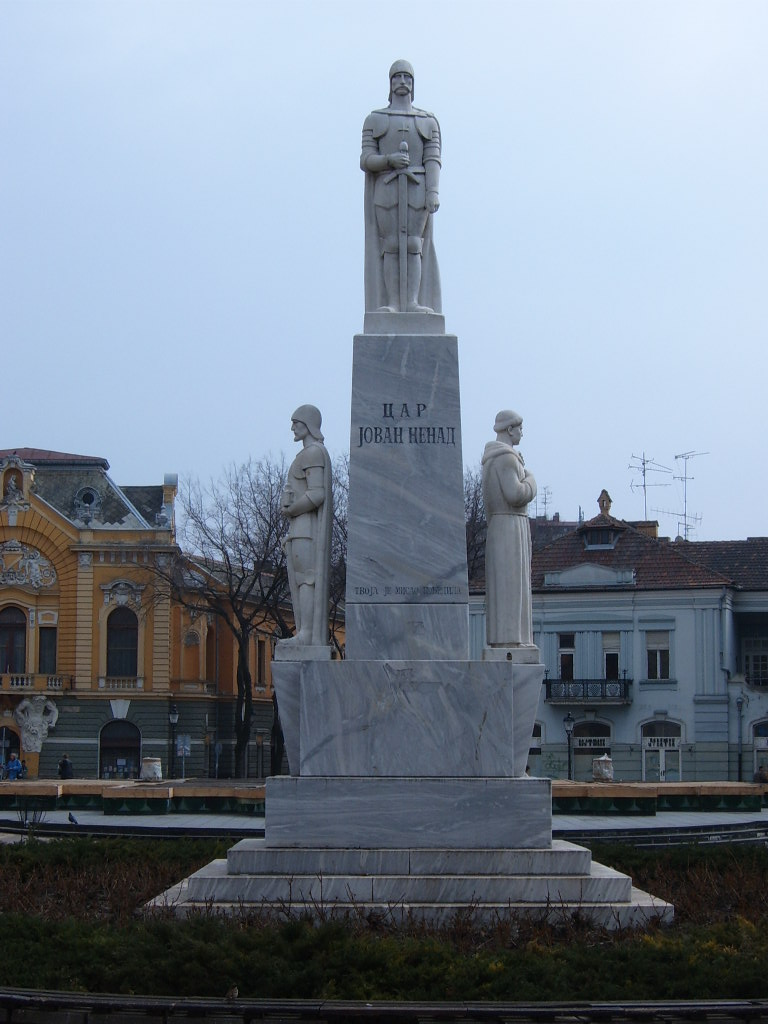
Monumento allo tzar Jovan Nenad, Subotica.

Nella battaglia di Mohács (29 agosto 1526), gli Ottomani distrussero l'esercito del re d'Ungheria e di Boemia Luigi II Jagellone, che venne ucciso in guerra. In seguito a ciò, il comandante delle truppe mercenarie serbe in Ungheria, lo zar Jovan Nenad, stabilì il proprio controllo sulle regioni di Rascia, sul nord del Banato e sulla Sirmia (ora parti della Voivodina). Egli creò un effimero stato indipendente, con capitale nella città di Subotica (nord della Serbia). All'apice del suo potere, Jovan Nenad incoronò sé stesso imperatore serbo a Subotica. Il quadro militare e politico della regione era però molto confuso e in continua evoluzione: diversi nobili ungheresi poco tempo dopo si coalizzarono e sconfissero le truppe serbe unificate nell'estate del 1527. L'imperatore Jovan Nenad venne assassinato e il suo fragile stato collassò.
Le potenze europee, e in particolare l'Austria, combatterono diverse guerre contro l'Impero Ottomano, godendo anche dell'aiuto dei Serbi che vivevano sotto la dominazione turca. Durante la Lunga Guerra (1593–1606), i Serbi organizzarono una sommossa nel Banato (la zona del Bassopiano Pannonico controllata dai Turchi) nel 1594. Il sultano Murad III si vendicò bruciando le reliquie di San Saba, il più venerato dei santi serbi, onorato anche dai musulmani di origine serba. I Serbi crearono un altro fiero centro di resistenza in Erzegovina, ma quando venne siglato il trattato di pace tra Turchi e Austriaci, nella regione si scatenò la violenta vendetta turca sui Serbi.
Durante la guerra 1683–1699 tra gli Ottomani e la Lega Santa, costituita con l'appoggio del papa e formata da Austria, Polonia e Venezia, le potenze europee incoraggiarono i Serbi a ribellarsi contro le autorità turche e presto vennero organizzate sommosse e attività di guerriglia nell'intera regione dei Balcani occidentali, dal Montenegro alla costa della Dalmazia, dal bacino fluviale del Danubio, all'antica Serbia (Macedonia, Rascia, Kosovo e Metochia).

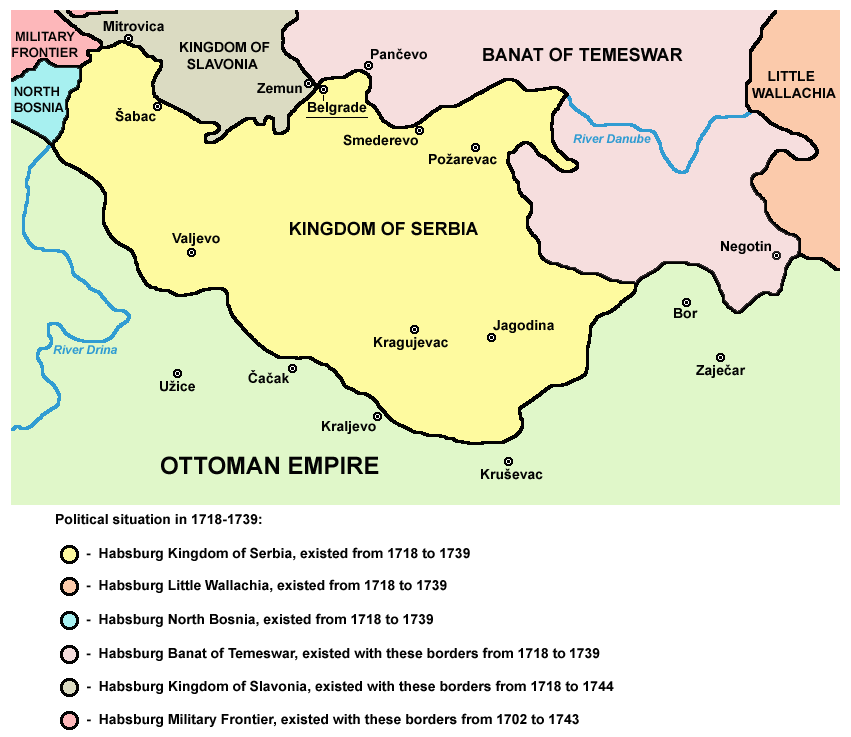

Tuttavia, quando gli Austriaci si ritirarono dai Balcani, essi invitarono i Serbi a spostarsi verso nord all'interno dei territori dell'Impero d'Austria. Dovendo scegliere tra la repressione turca e la possibilità di vivere in uno stato straniero ma cristiano, i Serbi abbandonarono le loro terre natali e, guidati dal patriarca Arsenije Čarnojević, si spostarono verso settentrione.
Un altro episodio importante nella storia serba si ebbe nel periodo compreso tra il 1716 e il 1718, quando i territori etnicamente serbi che spaziano dalla Dalmazia, alla Bosnia e Erzegovina, al bacino del Danubio divennero di nuovo il teatro di una nuova guerra austro-turca condotta dal principe Eugenio di Savoia. I Serbi si schierarono ancora una volta a fianco degli Austriaci. Dopo il trattato di pace siglato a Požarevac, gli Ottomani persero tutti i loro territori lungo il corso del Danubio, il nord della Serbia e della Bosnia, oltre a parte della Dalmazia e al Peloponneso.
L'ultima guerra fra l'Austria e l'Impero Ottomano è la cosiddetta Guerra di Dubica (1788–91), nel corso della quale gli Austriaci spinsero di nuovo i cristiani della regione di Bosnia a ribellarsi ai Turchi.

## La Serbia moderna

### La rinascita dello Serbia indipendente. Le dinastie Obrenović e Karađorđević

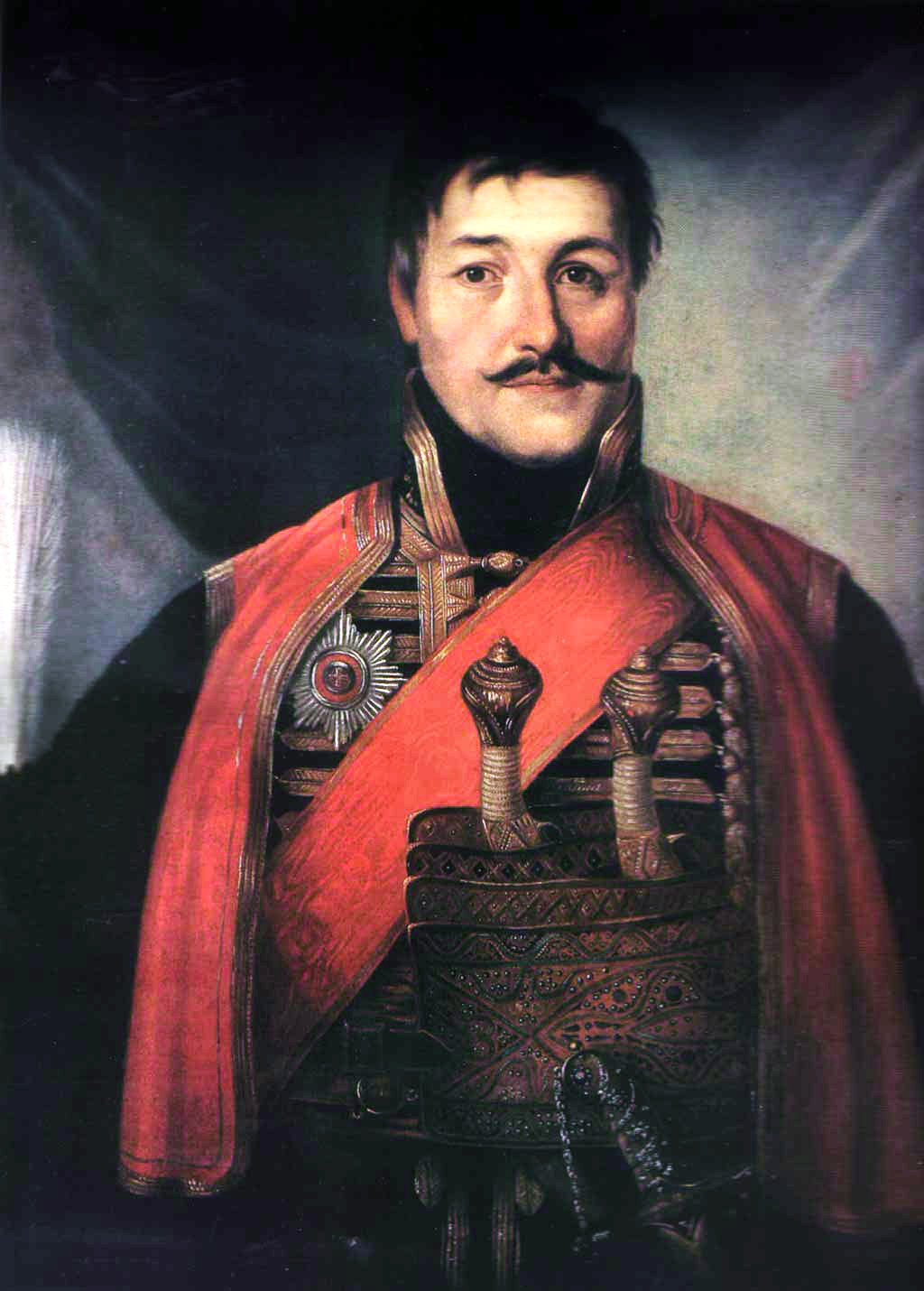
Il Principe Đorđe Petrović

Il Principe Miloš Obrenović

La Serbia ottenne la sua autonomia dall'Impero ottomano con due rivoluzioni: quella del 1804 (guidata da Đorđe Petrović - Karađorđe) e quella del 1815 (capitanata da Miloš Obrenović), anche se le truppe turche continuarono a presidiare la capitale, Belgrado, fino al 1867.
L'Impero Turco era già lacerato da una profonda crisi interna e si avviava verso un periodo di declino. I Serbi organizzarono non solo una rivoluzione a carattere nazionale e nazionalista, ma anche sociale, in quanto in Serbia, sebbene in ritardo rispetto alle altre nazioni europee, iniziavano ad emergere lentamente i valori della società borghese.
Il risultato delle due rivolte e delle conseguenti guerre con l'Impero Ottomano fu la formazione dell'indipendente Principato di Serbia, che ottenne il riconoscimento internazionale nel 1878.
La Serbia fu un Principato o kneževina (knjaževina), tra il 1817 e il 1882, e un Regno tra il 1882 e il 1918. Durante tutto questo periodo la politica interna dello stato ruotò soprattutto attorno alle rivalità e alle lotte dinastiche fra le due famiglie più importanti, gli Obrenović e i Karađorđević.
Ci fu infatti un'alternanza al potere fra queste due dinastie, discendenti rispettivamente da Đorđe Petrović - Karađorđe, guida della prima rivolta serba, e Miloš Obrenović, leader della seconda.
Nel XIX secolo lo sviluppo della Serbia si caratterizzò per un generale progresso nell'economia, nella cultura e nelle arti, dovuta anche alla saggia politica dello stato serbo di mandare i giovani nelle capitali europee per la loro educazione ed istruzione, che spesso ritornavano in patria con un nuovo spirito e una nuova scala di valori.
Il Principato venne proclamato Regno di Serbia nel 1882.
Durante le rivoluzioni del 1848, i Serbi dell'Impero Austro-ungarico proclamarono la formazione di una provincia autonoma chiamata Voivodina serba.
Per decisione dell'imperatore d'Austria questa provincia venne trasformata in un territorio della Corona d'Asburgo chiamato Vojvodina di Serbia e Tamiš-Banato. Contro la volontà dei Serbi, la provincia venne in seguito abolita nel 1860, e i Serbi ottennero la possibilità di conseguire la loro unità politica solo nel 1918. Oggi questa regione è conosciuta come provincia autonoma della Vojvodina.

Pietro I Karađorđević

Nella seconda metà del XIX secolo la Serbia si integrò fra gli stati sovrani europei e i primi partiti politici che vennero fondati segnarono l'inizio di una nuova epoca per la vita politica del Paese.
Il colpo di Stato del 1903, con il quale il nipote di Karađorđe ottenne il trono e divenne re con il nome di Pietro I, aprì una nuova storia per la democrazia parlamentare in Serbia. Avendo ricevuto un'educazione europea, Pietro I si dimostrò un re liberale, che dette al Paese una costituzione democratica, dedicandosi anche alla traduzione dell'opera Sulla Libertà del filosofo inglese John Stuart Mill.
Questo permise l'inizio di un governo parlamentare per la Serbia, interrotto dallo scoppio delle guerre di liberazione.
Le due Guerre Balcaniche (1912–13) segnarono il tramonto di ogni influenza turca sulla Penisola Balcanica. L'Impero Ottomano venne ricacciato sullo stretto del Bosforo e nei Balcani si rafforzarono i giovani stati nazionali (Serbia, Montenegro, Bulgaria, Romania, Grecia), mentre anche l'Albania ottenne l'indipendenza.

### La Serbia durante la prima guerra mondiale

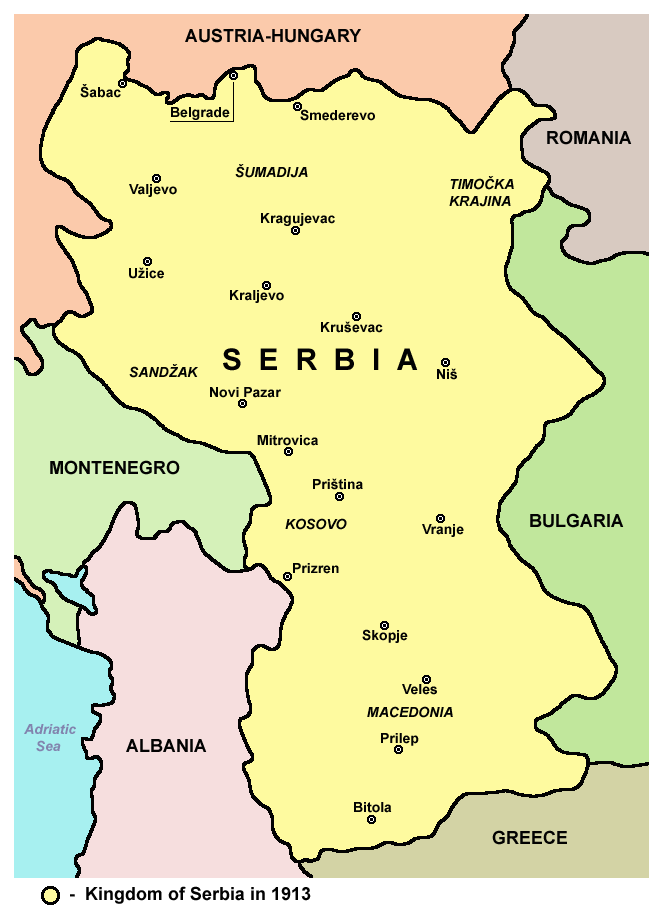

Il 28 giugno 1914 l'assassinio dell'arciduca Francesco Ferdinando nella capitale della Bosnia ed Erzegovina, Sarajevo da parte di un nazionalista serbo, Gavrilo Princip, servì all'Austria come pretesto per la dichiarazione di guerra dell'Austria-Ungheria alla Serbia. Ciò segnò l'inizio della Prima guerra mondiale, nonostante la Serbia avesse accettato quasi tutte le richieste austriache il 25 giugno. Il primo ministro serbo, Nikola Pašić, si rifiutò infatti di sottoscrivere solo il punto 6, che prevedeva il diritto per la polizia austriaca di fare indagini in territorio serbo, violando la sovranità del Regno.
L'esercito serbo difese il Paese e riuscì a vincere numerose battaglie ma, essendo decisamente inferiore nei mezzi e negli uomini, venne sopraffatto dalle forze unite dell'Austria-Ungheria, della Germania e della Bulgaria, e costretto a ritirarsi dal territorio nazionale, stabilendosi tra la catena montuosa dell'Albania e il Mare Adriatico. 
Tuttavia, fin dai primi giorni dell'ottobre del 1915, in seguito alla seconda avanzata austro-ungarica, l'esercito serbo si trovò in gran difficoltà e il governo italiano decise dapprima di rifornire i serbi di viveri e munizioni attraverso l'Albania. Queste operazioni di supporto, di cui la Marina si fece carico, imposero la costante scorta con le siluranti dei convogli per proteggerli da attacchi di sommergibili nemici.
Il naviglio leggero italiano, sottoposto ad un elevato logoramento, potrà poi vantarsi di aver efficacemente protetto, prima il rifornimento dei serbi, poi l'esodo dell'Esercito e il suo salvataggio. 
Si trattò di un elevatissimo numero di uomini, quasi 200 000, di un gran numero di cavalli (oltre 10 000) e di un non meno grande numero di mezzi.
Le unità austro ungariche cercarono di ostacolare in numerose occasioni la complessa operazione, mediante attività continua di mezzi aerei, con il minamento delle rotte di accesso ai porti, con azioni di contrasto di squadriglie di cacciatorpediniere con l'appoggio di esploratori e incrociatori ed infine con 19 attacchi condotti a termine da sommergibili. Tutti questi tentativi, resi ancor più pericolosi dal fatto che il teatro delle operazioni era ristretto e che le rotte verso i porti d'approdo erano obbligate, furono mandati a vuoto dalle unità di scorta. Non si registrò che l'affondamento di 3 piccoli piroscafi, due dei quali per urto contro mine, ed il terzo per siluramento avvenuto quando le operazioni di scarico erano già terminate.
A Brindisi quest'operazione è ricordata con una targa commemorativa, quasi silenziosa, come silenziosa e generosa fu l'opera compiuta in ogni ora e in ogni circostanza dalle unità navali italiane:
"Dal dicembre 1915 al febbraio 1916 - le navi d'Italia - con 584 crociere protessero l'esodo dell'Esercito serbo e, con 202 viaggi trassero in salvo centoquindicimila dei centosettantacinque mila profughi che dall'opposta sponda tendevano la mano".
Il 16 agosto la Triplice intesa promise alla Serbia la Sirmia, la Bačka, la Baranja, la Slavonia orientale, la Bosnia Erzegovina e la Dalmazia orientale come ricompensa per la guerra intrapresa contro gli Imperi centrali.
A Corfù l'esercito serbo si riorganizzò e ritornò a combattere nella zona di Salonicco, assieme ai Paesi alleati (Francia, Regno Unito, Russia, Italia e Stati Uniti). Durante la prima guerra mondiale, la Serbia ebbe 1 264 000 caduti, corrispondenti al 28% della sua popolazione complessiva, che si aggirava sui 4 milioni e mezzo e che rappresentava il 58% del genere maschile. Una perdita dalla quale il Paese non riuscì mai a riprendersi totalmente.

## Il Regno di Jugoslavia

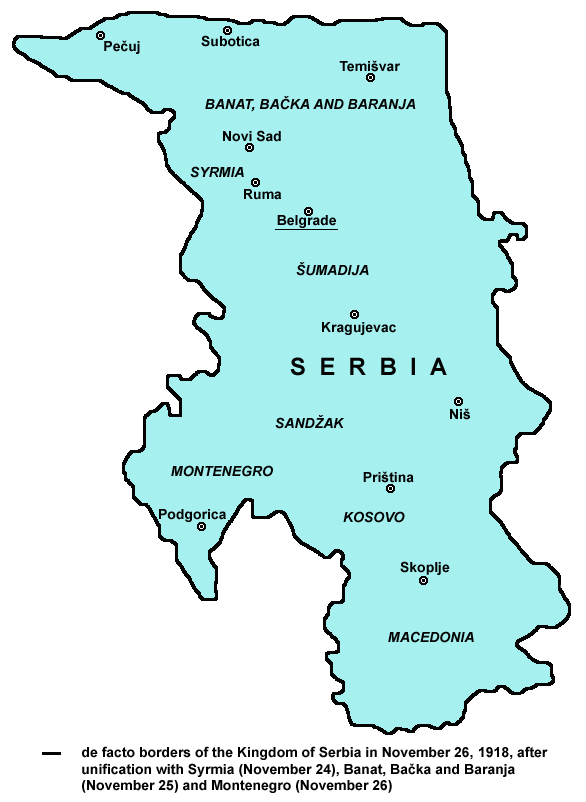

Dopo una positiva operazione delle forze occupate, nel settembre 1918 la Bulgaria fu costretta ad arrendersi e a questo seguì la liberazione dei territori occupati (novembre 1918). Il 25 novembre l'assemblea dei Serbi, Bunjevci e delle altre nazionalità della Voivodina votarono a Novi Sad per l'annessione alla Serbia. Pochi giorni dopo (29 novembre) anche il parlamento del Montenegro votò per unificare il Paese alla Serbia. Nel frattempo, il 29 ottobre 1918 si era formato lo Stato degli Sloveni, dei Croati e dei Serbi, un effimero stato nato nelle regioni prima parte dell'Austria-Ungheria abitate da Slavi meridionali. Questa entità comprendeva Sloveni, Croati, Bosniaci e i Serbi che risiedevano in Bosnia.
Lo Stato degli Sloveni, dei Croati e dei Serbi venne dunque fuso con il Regno di Serbia e il Regno del Montenegro, con la proclamazione ufficiale, il 1º dicembre 1918 della formazione del Regno dei Serbi, dei Croati e degli Sloveni (SHS), guidato dalla dinastia dei Karađorđević.
L'idea jugoslava era stata coltivata a lungo dai circoli intellettuali delle tre nazioni che dettero in nome al Regno, ma il contesto e gli equilibri internazionali non permisero il progetto unitario sino alla conclusione della guerra. Tuttavia, dopo il conflitto, gli intellettuali idealisti lasciarono il passo ai politici e i più influenti politici croati criticarono l'assetto dello stato fin dall'inizio. I Croati, ma anche gli Sloveni, sostennero la necessità di strutturare lo stato in maniera federale, o meglio, confederale, mentre i Serbi preferivano un assetto centralista e tentarono di assimilare culturalmente e serbizzare alcune regioni, come il Kosovo e la Macedonia.
Cercando di tenere unito il turbolento Paese, re Alessandro I sciolse i partiti nazionali nel 1929, assumendo il potere esecutivo e rinominando il Paese Regno di Jugoslavia. Egli sperò così di stemperare le tendenze nazionaliste. Stavano però mutando gli equilibri internazionali: in Italia aveva preso il potere il Fascismo, mentre i Nazisti controllavano la Germania. Infine Stalin era divenuto la guida autoritaria e assoluta nell'Unione Sovietica. Nessuno di questi stati poteva sostenere la politica portata avanti da Alessandro di Jugoslavia. L'Italia voleva infatti rivedere i trattati internazionali di pace siglati dopo la guerra, mentre i Sovietici volevano rafforzare la loro posizione in Europa e intraprendere una politica internazionale più attiva, specialmente verso Paesi tradizionalmente alleati, come la Serbia. Ma la Jugoslavia era un ostacolo a questi piani, e re Alessandro I era il pilastro di questa politica.
Durante una visita ufficiale in Francia nel 1934 il re venne assassinato a Marsiglia da un membro dell'Organizzazione Interna Macedone Rivoluzionaria, un gruppo estremista e nazionalista attivo in Bulgaria che si batteva per l'annessione dei territori meridionali e orientali jugoslavi alla Bulgaria. L'organizzazione ebbe l'appoggio degli Ustaša, il movimento fascista croato di Ante Pavelić.
Il Regno di Jugoslavia, sul modello francese, era stato strutturato in province (banovine) dal 1929, ciascuna delle quali prendeva nome da un fiume e non corrispondeva ai confini tra i gruppi etnici o a delimitazioni storiche. Questo causò una forte protesta fra i Croati, che miravano ad essere uniti in un ente unico. Nel 1939 il rappresentante croato Vladko Maček ottenne la creazione della Banovina Hrvatska (Banovina di Croazia).

### La Serbia durante la seconda guerra mondiale

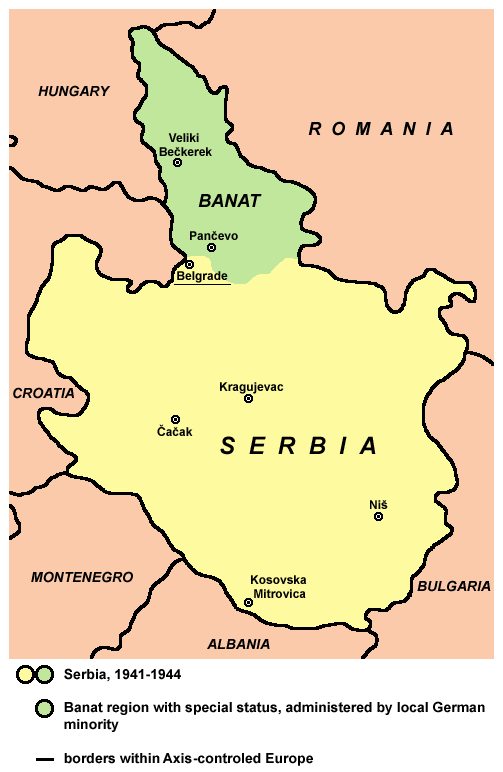

Agli inizi degli anni quaranta, la Jugoslavia confinava con dei Paesi decisamente ostili e si trovava in una situazione di accerchiamento. Tutti gli stati confinanti (Ungheria, Bulgaria, Romania), con l'eccezione della Grecia, avevano infatti firmato accordi con la Germania nazista o l'Italia fascista. L'Albania era stata annessa all'Italia, mentre l'Austria al Terzo Reich. Lo stesso Hitler fece pressioni sul reggente principe Paolo perché si unisse alle truppe dell'Asse. Paolo, che pur era fedele amico e alleato di Inghilterra e Francia, cercò di raggiungere un compromesso militare con i Tedeschi per scongiurare una tragica aggressione armata, ma questo lo portò a scontrarsi con il sentimento nazionale del popolo serbo.
Enormi manifestazioni popolari scandivano slogan contro l'accordo (Meglio la tomba della schiavitù) e il principe Paolo. In questo clima di tensione, venne organizzato un golpe che rovesciò Paolo, tutore di Pietro II: si dichiarò infatti il raggiungimento della maggior età di Pietro, che venne proclamato re.
La Luftwaffe bombardò Belgrado e le altre maggiori città nell'aprile del 1941, mentre le truppe dell'Asse occupavano la Jugoslavia e la disintegrarono. In Croazia, unita alla Bosnia e all'Erzegovina, venne creato lo Stato Indipendente di Croazia, retto dagli Ustaša e sotto la sovranità formale di Aimone d'Aosta come Tomislavo II). In Serbia venne costituito uno stato fantoccio, il cosiddetto territorio del comandante militare in Serbia, governato prima da Milan Aćimović e poi dal generale serbo Milan Nedić. I territori serbi a nord vennero annessi all'Ungheria, mentre quelli ad est alla Bulgaria. Il Kosovo e la Metohija vennero annessi dagli all'Albania italiana, mentre il Montenegro venne occupato dalle truppe italiane. La Slovenia venne divisa fra Germania e Italia, la quale occupò anche le isole del litorale adriatico.

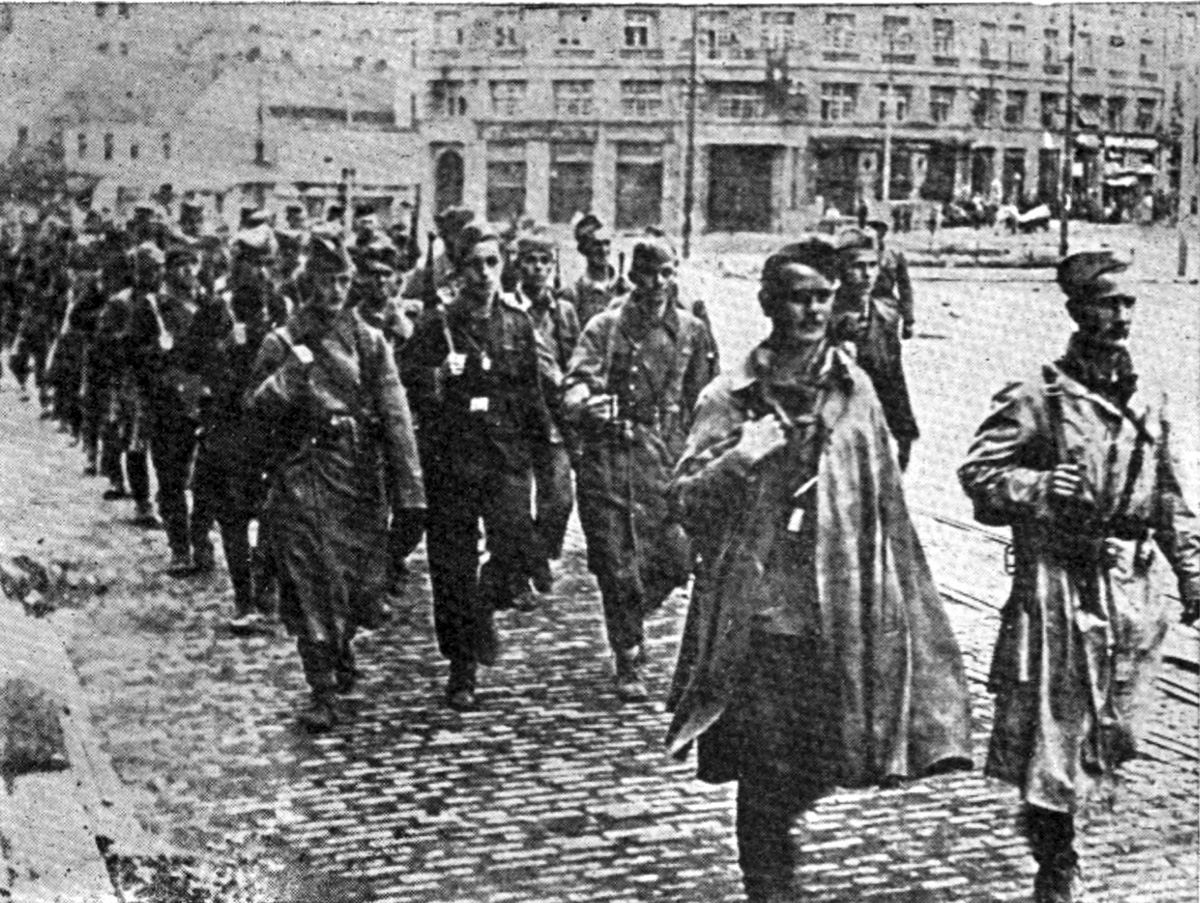
Partigiani dell'Esercito Popolare di Liberazione della Jugoslavia entrano a Belgrado il 20 ottobre 1944.

In Serbia, l'occupazione tedesca organizzò diversi campi di concentramento per Ebrei e membri della Resistenza partigiana. I più grandi furono Banjica e Sajmište, nei pressi di Belgrado. Si stima che circa il 90% degli Ebrei serbi vennero uccisi. Lo spietato atteggiamento delle truppe occupanti tedesche e la politica di genocidio del regime fascista ustaša, che prevedeva l'eliminazione sistematica di ogni elemento non-croato (Serbi, Ebrei, Rom, e Croati anti-fascisti), portò alla nascita di un forte movimento di resistenza anti-fascista. Il movimento era estremamente composito, con due formazioni principali: i Cetnici (da četa, banda) guidati da Draža Mihailović, monarchico e nominato ministro della guerra dal governo in esilio e i partigiani comunisti del croato-sloveno Josip Broz Tito, che si organizzarono nella Esercito Popolare di Liberazione della Jugoslavia.
Dopo una breve fase iniziale di collaborazione tra i due movimenti di resistenza, esplose nell'autunno 1941 la guerra civile che fu caratterizzata da brutali violenze e rappresaglie sui civili. In Serbia i partigiani di Tito ebbero inizialmente la meglio e organizzarono il primo territorio libero, la cosiddetta "repubblica di Užice", ma il successo fu di breve durata. I tedeschi organizzarono un attacco in forze e schiacciarono in breve tempo il movimento partigiano che fu costretto a evacuare il territorio libero e lasciare la Serbia per continuare la lotta in Montenegro e Bosnia-Erzegovina. In Serbia per quasi tre anni i partigiani dell'Esercito popolare non furono più attivi e la situazione venne dominata dagli occupanti tedeschi con la collaborazione delle milizie filo-fasciste di Nedić; Mihailović rinunciò a opporsi militarmente ai tedeschi e rimase in attesa conservando le forze dei suoi cetnici che in Serbia mantennero un netto predominio. I partigiani di Tito continuarono a combattere accanitamente contro le forze dell'Asse e i collaborazionisti in Bosnia, Erzegovina, Montenegro e Sangiaccato e l'Esercito popolare di liberazione, tra i quali molti combattenti erano serbi inquadrati soprattutto nella 1ª Brigata proletaria e nella 2ª Brigata proletaria, divenne sempre più numeroso ed efficiente. Infine i partigiani di Tito ritornarono in Serbia nel 1944 dove, dopo alcuni tentativi falliti, sconfissero i cetnici e attaccarono i tedeschi, riuscendo a liberare progressivamente tutto il territorio in collaborazione con le truppe dell'Armata Rossa. Belgrado fu liberata dall'Esercito popolare e dalle forze sovietiche il 20 ottobre 1944.
I britannici inizialmente avevano supportato il movimento cetnico, ma in seguito sostennero Tito, più efficiente e deciso nella lotta anti-nazista. Nella lotta di Liberazione, il capo comunista colpì duramente tutti i nemici politici dichiarati, ma anche i Serbi e gli Albanesi, accusati di essere stati troppo docili con i Nazisti. La Jugoslavia fu uno tra i Paesi che ebbero i maggior numero di caduti, 1 700 000 (10,8% della popolazione). I danni arrecati vennero calcolati in 9,1 miliardi di dollari, in accordo con il valore di allora.

## La Serbia nella Repubblica Socialista Federale di Jugoslavia

Bandiera della Repubblica Socialista di Serbia.

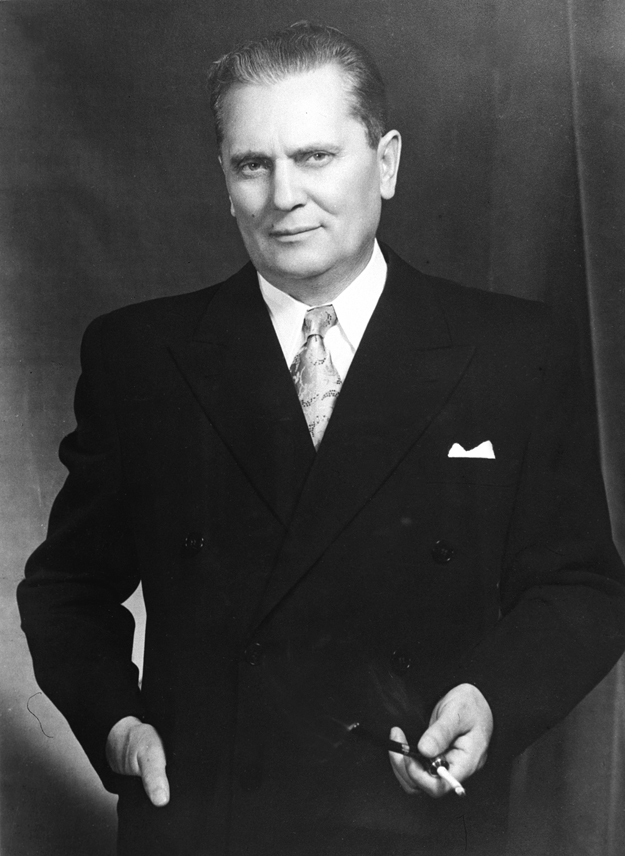
Tito, presidente jugoslavo dal 1953 al 1980

Mentre la guerra era ancora in corso, nel novembre 1943 il Consiglio anti-fascista dei popoli della Jugoslavia, guidato da Tito, stabilì il nuovo assetto istituzionale dello stato, abolendo la monarchia a favore di una Repubblica Socialista Federale (RSFJ), articolata in sei stati dotati di autonomia (Bosnia-Erzegovina, Croazia, Macedonia, Montenegro, Serbia e Slovenia).
Da uno stato prettamente agricolo, la Jugoslavia venne trasformata in un Paese industrializzato, che godeva di una buona reputazione internazionale, dovuta al ruolo di paese-guida del Movimento dei Non-Allineati e al supporto dato al processo di decolonizzazione.
All'interno della Repubblica Socialista di Serbia vennero create due nuove entità politiche, la Voivodina e il Kosovo e Methojia che, in base alla loro particolarità etnica, ottennero lo status di province autonome. La costituzione federalista del 1974 accentuò ancora di più i poteri delle diverse repubbliche e province autonome. I Serbi erano all'interno della Federazione il popolo più numeroso ed erano presenti, oltre che in Serbia, anche in Croazia, in Bosnia Erzegovina e nel Montenegro.
Alla morte di Tito, avvenuta nel 1980, fu istituita una presidenza collegiale, che ruotava tra i membri delle diverse repubbliche e province autonome, in modo da rispettare la rappresentatività di ogni popolo, ridurre il centralismo e i legami fra le diverse repubbliche. Nel corso degli anni ottanta le repubbliche portarono avanti politiche economiche differenti: Slovenia e Croazia intrapresero riforme a favore del libero mercato, mentre la Serbia insistette sui programmi dell'autogestione economica e della proprietà statale. Questo provocò delle tensioni nei rapporti fra nord e sud della Federazione e una crescita nel divario fra le repubbliche: in particolare la Slovenia conobbe un periodo di forte crescita.

## Fine della Jugoslavia

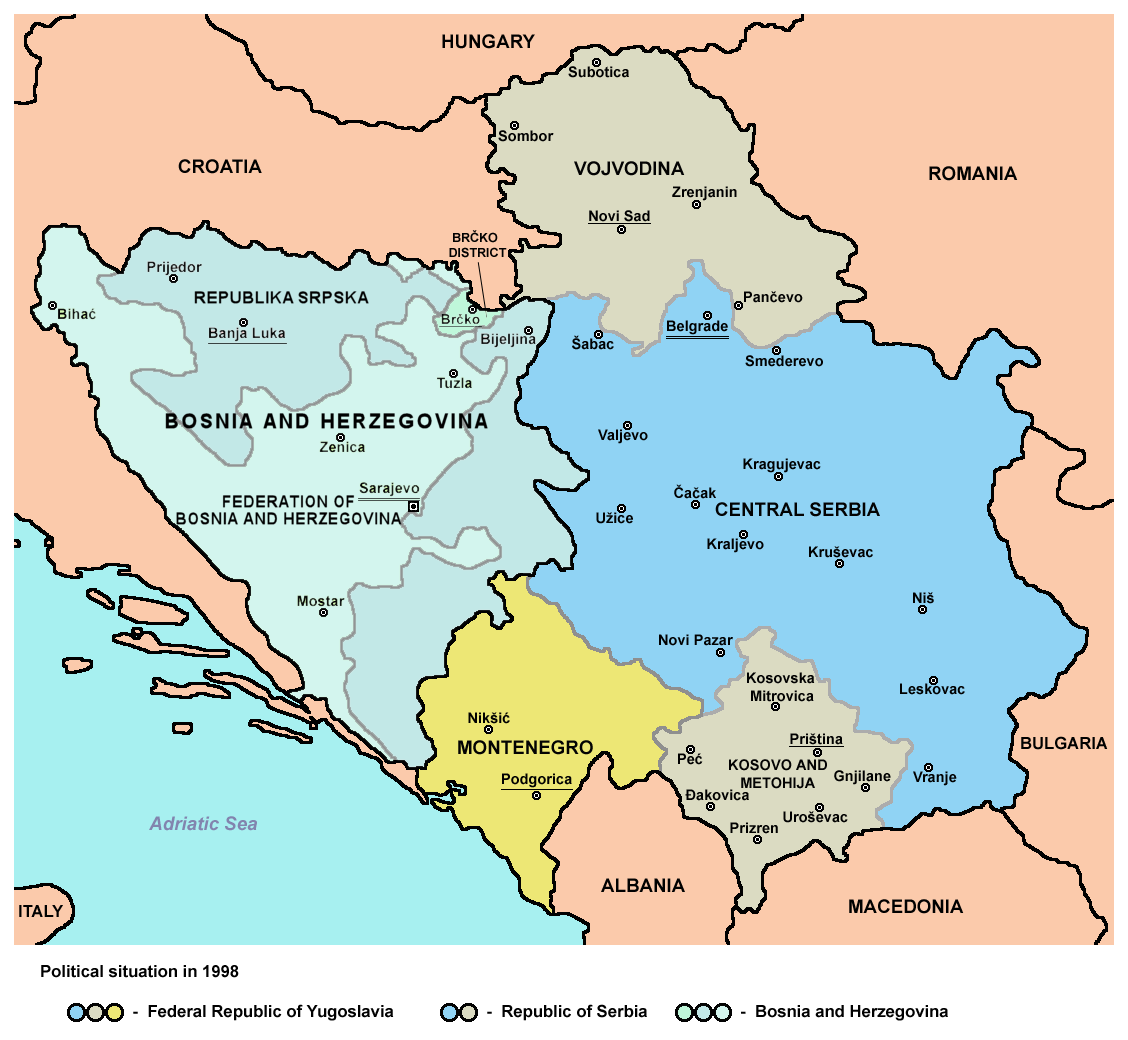

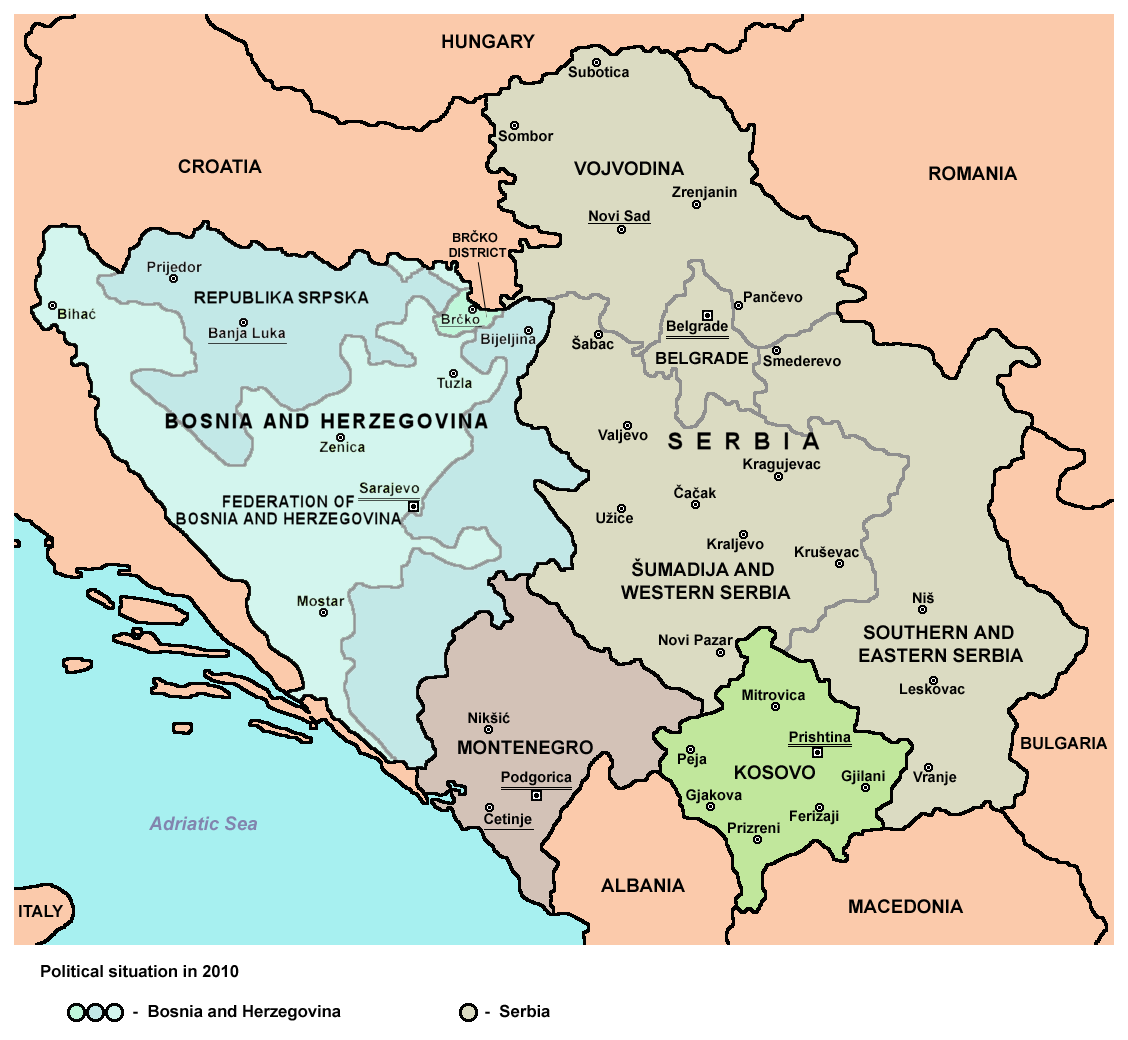

La Repubblica Federale Socialista di Jugoslavia si disintegrò tra il 1991 e il 1992, a seguito dell'indipendenza di Slovenia, Croazia, Macedonia e Bosnia Erzegovina. Le altre due repubbliche jugoslave, Serbia e Montenegro, formarono nel 1992 una nuova federazione denominata Repubblica Federale di Jugoslavia, la cui struttura e nome vennero ridefiniti nel 2003, quando divenne Unione Statale di Serbia e Montenegro.
Nonostante le guerre etniche nelle vicine Croazia e Bosnia Erzegovina, il territorio della Repubblica di Serbia rimase sostanzialmente in pace fino al 1998, benché il governo di Slobodan Milošević e le istituzioni sostenessero, più o meno ufficialmente, i Serbi di Croazia e di Bosnia, in guerra aperta con le altre nazionalità, armando e consigliando le loro truppe, spesso affiancate da truppe paramilitari provenienti dalla Serbia di Milošević. Lo stesso esercito federale jugoslavo, composto oramai solo da Serbi e Montenegrini, si rese protagonista di cruente operazioni militari in
Croazia e Bosnia-Erzegovina.
Tra il 1998 e il 1999, continui scontri in Kosovo tra le forze di sicurezza serbe e l'Esercito di Liberazione del Kosovo (UÇK), riportati dai media occidentali, portarono al bombardamento della NATO sulla Serbia (Operazione Allied Force). Gli attacchi vennero fermati da un accordo, firmato dal presidente Milošević, che prevedeva la rimozione dalla provincia di ogni forza di sicurezza, incluso esercito e polizia, rimpiazzati da un corpo speciale internazionale su mandato delle Nazioni Unite. In base all'accordo, il Kosovo rimaneva sotto la sovranità formale della Repubblica Federale di Jugoslavia (vedi: Guerra del Kosovo).

### Bager Revolucija (Bulldozer Revolution)
Il 24 settembre 2000 ci sono le elezioni presidenziali e l'opposizione guidata da Vojislav Koštunica ottiene oltre il 50% dei voti, ma il Comitato Federale per le Elezioni, controllato dal regime, annuncia un secondo turno elettorale fra Koštunica e Milošević, affermando che nessun candidato ha ottenuto la maggioranza. Tuttavia, una lunga serie di discrepanze e anomalie nel conteggio dei voti rendono sospetto l'esito finale. La protesta comincia con lo sciopero nelle miniere di Kolubara, in cui si produce buona parte dell'energia elettrica della nazione, e raggiunge il suo culmine il 5 ottobre quando migliaia di manifestanti da tutta la Serbia si riuniscono a Belgrado. Il nomignolo di “Bulldozer Revolution" deriva dall'iniziativa di Ljubisav “Joe” Đokić di usare la sua pala caricatrice per forzare il palazzo della RTS (Radio-televizija Srbije), da sempre simbolo e veicolo del potere di Milošević. Durante la manifestazione muoiono due persone, per cause accidentali, e i feriti sono 65.
Dopo le elezioni Milošević dichiarò di prendere in considerazione il suo ritiro soltanto allo scadere del mandato (giugno 2001), ma gli eventi di Belgrado gli fanno anticipare le dimissioni al 7 ottobre 2000.
Il 6 ottobre si insediò come presidente della Repubblica Federale di Jugoslavia Vojislav Koštunica, lo sfidante di Milošević. Con le elezioni parlamentari del 23 dicembre 2000, Zoran Đinđić divenne primo ministro. Đinđić venne assassinato mentre era in carica a Belgrado il 12 marzo 2003, da persone vicine al crimine organizzato. Subito dopo l'assassinio venne dichiarato lo stato di emergenza e i vice primi ministri Nebojša Čović e Žarko Korać assunsero la carica di primo ministro facente funzione.
Nel 2002 il parlamento federale di Belgrado raggiunse un accordo su una ristrutturazione della Federazione, che attenuasse i legami fra Serbia e Montenegro. La Jugoslavia cessava così anche nominalmente di esistere, divenendo Unione di Serbia e Montenegro.
A seguito del referendum per la piena indipendenza svoltosi il 21 maggio 2006 in Montenegro, che ha visto la vittoria di stretta misura degli indipendentisti, il Montenegro ha dichiarato la propria indipendenza il 3 giugno 2006. Anche la Serbia ha dichiarato la propria indipendenza dalla Confederazione, che evidentemente non esisteva più, due giorni dopo. Si è quindi ricostituito uno stato nazionale serbo, come esisteva prima del 1918.